# Hayashima, Okayama
Hayashima (早島町 Hayashima-chō) là thị trấn thuộc huyện Tsukubo, tỉnh Okayama. Tính đến ngày 1 tháng 9 năm 2023, dân số thị trấn ước tính là 12.743 người và mật độ dân số là 1.700 người/km². Tổng diện tích thị trấn là 7,62 km².